# Bohuslav Hála
Bohuslav Hála (12. ledna 1894 Praha – 18. srpna 1970 Praha) byl český jazykovědec, profesor fonetiky a překladatel z francouzštiny. Jeho odborné práce se týkají především české a obecné fonetiky, experimentální fonetiky, pravopisu, pravidla správné výslovnosti, technika zpěvu a logopedie. 

## Život
Na Univerzitě Karlově vystudoval romanistiku a stal se asistentem bohemisty a fonetika Josefa Chlumského, po jehož smrti stál v čele Fonetického ústavu na Filozofické fakultě Univerzity Karlovy.  
Byl ženatý s Annou Burianovou, vzdálenou neteří Vlasty Buriana a sestrou stavitelů Otakara a Bohumila Burianových. Jejich dcerou byla MuDr. Zdeňka Žáčková. 

## Publikace
- Základy spisovné výslovnosti slovenské a srovnání s výslovností českou, 1929
- Stručný přehled dějin české literatury s úvodem do slovesnosti, 1938
- Stručná mluvnice česká, 1938
- Česká cvičení pravopisná, 1938
- Josef Chlumský, 1940
- Hlas – řeč – sluch : Základní věci z anatomie, fysiologie a hygieny hlasového, mluvícího i sluchového ústrojí, z foniatrie, fonetiky, orthoepie, orthofonie atd., 1941
- Akustická podstata samohlásek, 1941
- Řeč v obrazech, 1942
- Mluva ve zvukovém filmu, 1944
- Úvod do fonetiky, 1948
- Stručný přehled fonetiky pro bohemisty, 1952
- O mluveném slově, 1954
- Fonetika polštiny, 1954
- Výslovnost spisovné češtiny, její zásady a pravidla. Díl 1, Výslovnost slov českých, 1955
- Slabika – její podstata a vývoj, 1956
- Technika mluveného projevu s hlediska fonetiky, 1958
- English vowels in phonetic pictures, 1959
- Fonetické obrazy hlásek českých, slovenských, francouzských, německých, ruských, polských, anglických, maďarských a španělských spolu se srovnávacím popisem výslovnosti, 1960
- Fonetické obrazy hlásek českých, slovenských, francouzských, německých, ruských, polských a španělských spolu se srovnávacím popisem výslovnosti, 1960
- Uvedení do fonetiky češtiny na obecně fonetickém základě, 1962
- Výslovnost spisovné češtiny 1 – Zásady a pravidla – Výslovnost slov českých, 1967
- Fonetika v teorii a v praxi, 1975